# Brygady radiotechniczne
Brygady radiotechniczne (BRt) – związki taktyczne wojsk radiotechnicznych.

## Charakterystyka
Przeznaczeniem brygad radiotechnicznych jest prowadzenie rozpoznania radiolokacyjnego przestrzeni powietrznej oraz radiolokacyjne zabezpieczenie działań bojowych jednostek sił powietrznych - jednostek lotnictwa taktycznego oraz pododdziałów wojsk obrony przeciwlotniczej.
Brygada może prowadzić działania bojowe w systemie OP NATO lub w systemie narodowym. Ze względu na specyfikę zadań oraz strukturę systemu dowodzenia SZ RP spełnia funkcje dowodzenia operacyjnego i pozaoperacyjnego. Do jej głównych zadań (2014) należy wykrywanie, identyfikacja elektroniczna i śledzenie obiektów powietrznych i przekazywanie informacji do centrów dowodzenia Siłami Powietrznymi oraz  zabezpieczenie radiolokacyjne szkolenia lotniczego. 

## Struktura organizacyjna
W skład struktury organizacyjnej brygady radiotechnicznej  w 2013 wchodziły następujące elementy: dowództwo, sztab, sekcja wychowawcza oraz piony: szkolenia, ochrony informacji niejawnych oraz technicznego
- dowództwo brygady
- Sztab
  - sekcja personalna s–1
  - sekcja rozpoznawcza s–3
  - sekcja operacyjna s–3
  - sekcja logistyczna s–4
  - sekcja planowania i programowania
  - sekcja dowodzenia i łączności s–6
- pion ochrony informacji niejawnych
  - kancelaria tajna
  - kancelaria jawna
- pion szkolenia
  - sekcja szkoleniowa
  - sekcja szkolenia specjalistycznego
  - sekcja WF i sportu
- pion techniczny
  - sekcja eksploatacji uzbrojenia
  - sekcja wsparcia technicznego
  - sekcja wsparcia dowodzenia
- sekcja wychowawcza
- sekcja medyczna
- dywizjony radiotechniczne

## Brygady radiotechniczne Wojska Polskiego
- 1 Brygada Radiotechniczna (rozformowana)
- 2 Brygada Radiotechniczna (rozformowana)
- 3 Brygada Radiotechniczna